# نيمي (أوكاياما)
مدينة نيمي (بالإنجليزية: Niimi)‏ هي أحد المدن التابعة لمحافظة أوكاياما، اليابان. تأسست رسميًا في 01/06/1954. ويقدر عدد سكانها بـ 35022 نسمة حسب تقدير مكتب الإحصاء الياباني لعام 2012. تبلغ مساحة نيمي 793.27 كم2. بكثافة سكانية تبلغ 44.1 نسمة/كم2.

## معرض صور

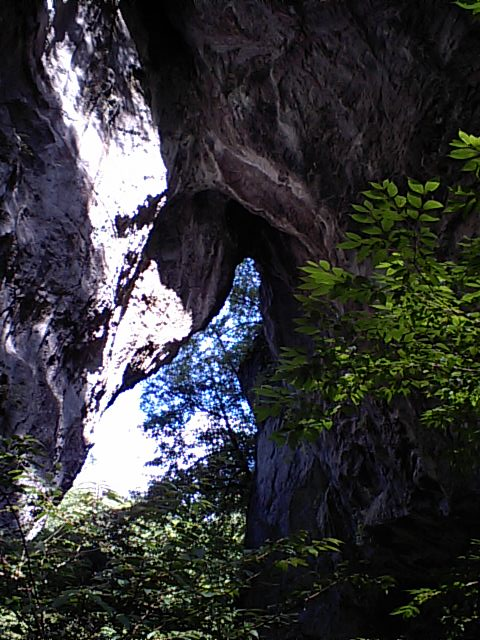
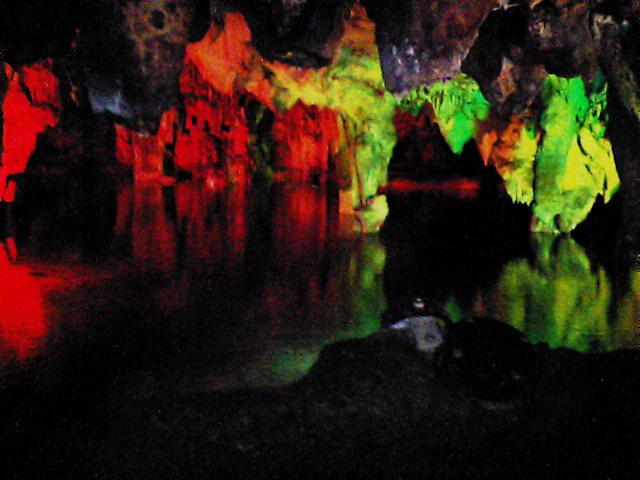
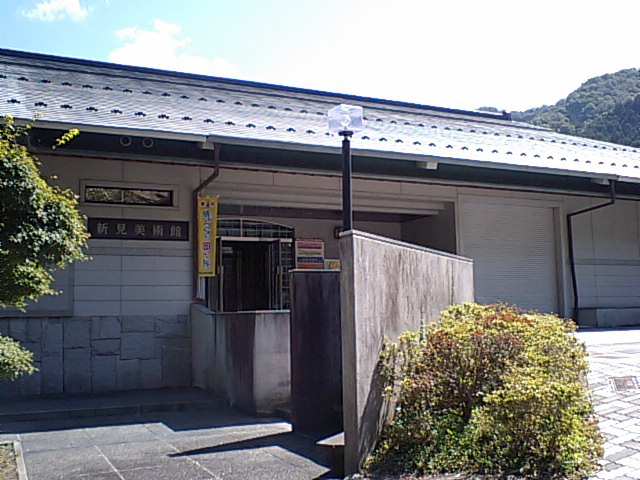
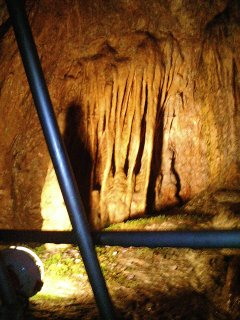